# Périer (Marseille)
Pour les articles homonymes, voir Périer.
Le quartier Périer est le plus chic des 10 quartiers du 8e arrondissement qui appartient au 4e secteur de la ville de Marseille. Il se situe dans la moitié sud de la Ville. Il est délimité au Nord, par le Boulevard Périer, de l'Est aud Sud par l'avenue du Prado, de sa naissance à la place Castellane en passant en équerre le rond point du Prado jusqu'au croisement avec la moitié sud de la rue Paradis. 
Il s'agit d'un quartier à dominante résidentielle et haussmanienne aménagé au XIXe siècle du fait de l'expansion industrielle de la ville. S'il abritait initialement les familles bourgeoises et industrielles de la ville dans des residences agrémentées de jardins ombragés, depuis les années 1950, avec l'émergence de bâtiments à l'architecture résolument moderne, la population s'est largement diversifiée. Ses « grandes avenues », notamment la célèbre rue Paradis, comptent des éléments architecturaux remarquables, des établissements scolaires de bonne renommée, des squares et des jardins, des restaurants raffinés et des magasins de luxe à côté de boutiques habituelles.  
Il abrite un secteur immobilier des plus prisés de France, le carré « Prado-Paradis-Perier » c'est-à-dire le carré immobilier ayant pour limite nord, le boulevard Perier, limite ouest, la rue Paradis et limites sud et est, la grande avenue du Prado (5 km de long en équerre pour 60 m de large). Ce carré est souvent présenté comme la version marseillaise du triangle d'or parisien, et appelé « carré d'or » tant du fait de la forme du secteur que par reference au « carré » ou « carreau », un coup de maitre par tir tendu au jeu de la pétanque, les deux faisant allusion au caractere optimal de l'emplacement que la fortune - que ce soit celle acquise du labeur ou la chance au jeu - permet d'acquérir.